# Эпистолярный стиль
Эпистолярный стиль — стилистические особенности речи, применяемый в эпистолярном жанре, стиль речи, используемый при написании писем. Некоторые филологи не считают эпистолярный стиль единым автономным стилем, отмечая, что различные жанры и языковые средства эпистолярного стиля связаны либо с разговорной речью (в частной переписке), либо с деловой речью (в официальной переписке), либо с публицистической речью (открытое письмо), либо же с художественной речью («эпистолярный роман»).
Л. В. Щерба при делении литературного языка на деловой и художественный, относил эпистолярный стиль к деловым формам, но отмечал, что этот стиль может переходить в формы художественного языка. Этот стиль может использоваться не только с утилитарной целью, но и как литературный прием в разных жанрах прозы (эпистолярный роман «Бедные люди» Ф. Достоевского, рассказ «Ванька» А. Чехова), поэзии (эпистола «О пользе стекла» М. Ломоносова) и публицистики («Послания» И. Вишенского, «Письма с хутора» П. Кулиша).
Конкретные особенности эпистолярного стиля могут зависеть от социального положения корреспондентов и цели корреспонденции, порождая особые разновидности стиля. В прошлом своды таких правил фиксировались в специальных руководствах по написанию писем — «письмовниках».

## Основные признаки
- наличие определенной композиции;
- начало, содержащее уважительное обращение;
- головная часть, в которой раскрывается содержание письма;
- концовка, где суммируется написанное;
- иногда постскриптум (лат. Р.S. — приписка к законченному письму после подписи).

Основные языковые средства — сочетание элементов художественного, публицистического и разговорного стилей. Современный эпистолярный стиль стал более лаконичным (телеграфным), сократился объем обязательных ранее вступительных обращений и заключительных формирований вежливости.